# Lipovac (gmina Čelinac)
Lipovac (cyr. Липовац) – wieś w Bośni i Hercegowinie, w Republice Serbskiej, w gminie Čelinac. W 2013 roku liczyła 119 mieszkańców.